# Список правительства Луиса Гарсиа Месы, 1980-1981
Генерал Луис Гарсиа Меса был назначен президентом Боливии верховным командованием боливийской армии 18 июля 1980 года и сформировал новый кабинет министров.
| Министерство / Дата                                 | 18.07.1980                                | 21.10.1980                      | 25.02.1981                           | 30.06.1981                    | 01.07.1981                             |
| --------------------------------------------------- | ----------------------------------------- | ------------------------------- | ------------------------------------ | ----------------------------- | -------------------------------------- |
| Министр иностранных дел и по делам религии          | Хавьер Черруто Кальдерон, военный         |                                 | Марио Ролон Анайя, НДД               |                               |                                        |
| Министр внутренних дел, миграции и юстиции          | Луис Арсе Гомес, военный                  |                                 | Сельсо Торрелио Вилья, военный       | Хорхе Саласар Креспо, военный |                                        |
| Министр национальной обороны                        | Армандо Рейес Вилья, военный              |                                 |                                      |                               |                                        |
| Министр финансов                                    | Хосе Санчес Кальдерон, военныйl           |                                 | Хорхе Тамайо Рамос, НДД              |                               |                                        |
| Министр планирования и координации                  | Оскар Ларраин Фронтанилья, военный        |                                 |                                      |                               |                                        |
| Министр образования и культуры                      | Ариэль Кока Рамирес, военный              |                                 | Гильермо Эскобар Ури, военный        |                               |                                        |
| Министр труда и по делам профсоюзов                 | Аугусто Кальдерон Миранда, военный        |                                 | Роландо Канидо Бераскочеа, военный   |                               |                                        |
| Министр промышленности, торговли и туризма          | Марио Гусман Морено, военный              |                                 |                                      |                               |                                        |
| Министр транспорта и путей сообщения                | Рене Гусман Фортун, военный               |                                 |                                      |                               |                                        |
| Министр полезных ископаемых и металлургии           | Карлос Моралес Нуньес дель Прадо, военный |                                 |                                      |                               |                                        |
| Министр энергетики и нефтепродуктов                 | Лидер Сосса Саласар, военный              |                                 |                                      |                               |                                        |
| Министр сельского хозяйства и по крестьянским делам | Хулио Молина Суарес, военный              |                                 |                                      |                               |                                        |
| Министр здравоохранения и социальной защиты         | Авелино Риверо Парада, военный            |                                 | Хосе Вильярроэль Суарес, независимый |                               |                                        |
| Министр городского строительства                    | Артуро Вейзага Баррон, военный            |                                 | Хосе Санчес Кальдерон, военный       |                               |                                        |
| Министр авиации                                     | нет                                       | Вальдо Берналь Перейра, военный |                                      |                               |                                        |
| Министр экономической интеграции                    | Франсиско Мариака Салас, военный          |                                 | Альберто Саэнс Клински, НДД          |                               |                                        |
| Министр печати, информации и спорта                 | Фернандо Паласиос Уркисо, военный         |                                 |                                      |                               |                                        |
| Секретарь кабинета                                  | Марио Эскобари Герра, военный             |                                 | Хорхе Саласар Креспо, военный        |                               | Марсело Галиндо де Угарте, независимый |

НДД — Националистическое демократическое действие